# Losser
Losser é uma vila e um município dos Países Baixos, situada na província de Overissel. Tem 99,62 km² de área e sua população em 2020 foi estimada em 22.780 habitantes.